# Logansport (Indiana)
Logansport és una població dels Estats Units a l'estat d'Indiana. Segons el cens del 2006 tenia 19.350 habitants.

## Demografia
Segons el cens del 2000, Logansport tenia 19.684 habitants, 7.604 habitatges, i 4.737 famílies. La densitat de població era de 920,1 habitants/km².
Dels 7.604 habitatges en un 30,2% hi vivien nens de menys de 18 anys, en un 44,8% hi vivien parelles casades, en un 12,4% dones solteres, i en un 37,7% no eren unitats familiars. En el 31,6% dels habitatges hi vivien persones soles el 14,8% de les quals corresponia a persones de 65 anys o més que vivien soles. El nombre mitjà de persones vivint en cada habitatge era de 2,47 i el nombre mitjà de persones que vivien en cada família era de 3,06.
Per edats la població es repartia de la següent manera: un 25,7% tenia menys de 18 anys, un 10,3% entre 18 i 24, un 29,4% entre 25 i 44, un 19,4% de 45 a 60 i un 15,2% 65 anys o més.
L'edat mediana era de 34 anys. Per cada 100 dones de 18 o més anys hi havia 95,2 homes.
La renda mediana per habitatge era de 33.483$ i la renda mediana per família de 40.497$. Els homes tenien una renda mediana de 28.785$ mentre que les dones 21.660$. La renda per capita de la població era de 17.085$. Entorn del 6,4% de les famílies i el 10,1% de la població estaven per davall del llindar de pobresa.

## Poblacions més properes
El següent diagrama mostra les poblacions més properes.